# حجل ماليزي
حجل ماليزي (الإسم العلمي:Arborophila campbelli)، هو نوع من الطيور يتبع جنس حجلان التلال من أسرة الحجلاوات ضمن فصيلة التدرجية من رتبة الدجاجيات.